# 罗宾·克罗克
罗宾·克罗克（英語：Robin Croker，1954年5月10日—），英国男子自行车运动员。他曾代表英国参加1976年夏季奥林匹克运动会自行车比赛，获得男子团体追逐赛铜牌。